# Joe Bryan
Joseph Edward Bryan (ur. 17 września 1993 w Bristolu) – angielski piłkarz występujący na pozycji obrońcy.